# Level 3 Communications
Level 3 Communications — американская телекоммуникационная компания со штаб-квартирой в Брумфилде, Колорадо, США. Компания вела свою деятельность как в США, так и в Европе. В распоряжении Level 3 находилась одна из самых больших сетей магистральных каналов передачи данных (backbone) в мире. Компания являлась Tier 1 оператором и ей принадлежал первый регистрационный номер Автономной Системы (AS1) в глобальном реестре интернет-маршрутизации BGP, но для работы используется номер AS3356 Архивная копия от 30 июня 2010 на Wayback Machine, который по состоянию на 2007 год имеет самый высокий уровень соединений в мире. 1 ноября 2017 года произошло поглощение Level 3 Communications компанией CenturyLink.

## История компании
Компания была основана в 1985 году под названием Diversified Group, как дочернее предприятие Peter Kiewit Sons' Incorporated. Целью создания компании было управление делами, не связанными со строительством и добычей угля. 19 января 1998 компания поменяла своё название на Level 3 Communications. Два месяца спустя, 1 апреля 1998 Level 3 стала независимой компанией и начала продажи акций на бирже NASDAQ.
25 февраля 2012 года официально приобрел 30 % уставного капитала компании путём AXIS Holding Plc.

## Сеть
Level 3 обладает одной из самых больших сетей магистральных каналов передачи данных в мире — почти 75 000 км. Соединения между крупными городами осуществляются на основе одного или нескольких оптических каналов OC-192 или 10-гигабитного Ethernet. Сеть компании покрывает всю континентальную часть США и большую часть Западной Европы. Также Level 3 владеет 100-гигабитной полосой каналов передачи данных через Атлантику, которая соединяет две части её сети.
Level 3 владеет большим количеством так называемого «тёмного оптоволокна» в США, которое иногда сдает в аренду другим провайдерам, которые хотят организовать свои магистральные каналы передачи данных между городами.
В процессе построения магистральной сети Level 3 были оставлены 10—16 свободных трубок рядом с оптоволокном, что в будущем позволит легко осуществить обновление и расширение сети, прокладывая новые, более эффективные виды волокон.

## Услуги
Level 3 предоставляет широчайший спектр услуг телекоммуникации и передачи контента поверх своих магистральных сетей. Компания ориентирована на предоставление услуг компаниям, нуждающимся в широкой полосе передачи данных, таким, как телекоммуникационные компании, операторы кабельного ТВ, университеты, компании, предоставляющие услуги веб-хостинга, и другим, более мелким интернет-провайдерам. Level 3 также предоставляет специализированные услуги для бизнеса, такие, как VPN, metro ethernet, услуги по передаче голоса и видеоизображения. Компания осуществляет транзитную передачу видеоизображения со стадионов и спортивных арен США для обеспечения трансляций матчей НБА, НХЛ, MLB, и NFL.
Крупнейшие мировые телекоммуникационные компании пользуются услугами Level 3, в том числе 10 крупнейших европейских и 10 крупнейших американских компаний.
Инфраструктура компании так или иначе доступна примерно 90 % населения США, через более мелких операторов-посредников.